# Noiembrie 2005
Acest articol este generat integral pe baza informațiilor din articolul 2005 și este actualizat periodic de un robot.
 Editările făcute în articol vor fi șterse la următoarea actualizare! Dacă doriți să faceți modificări, editați articolul-sursă.

ianuarie -
februarie -
martie -
aprilie -
mai -
iunie -
iulie -
august -
septembrie -
octombrie -
noiembrie -
decembrie
Noiembrie 2005 a fost a unsprezecea lună a anului și a început într-o zi de marți.

## Evenimente

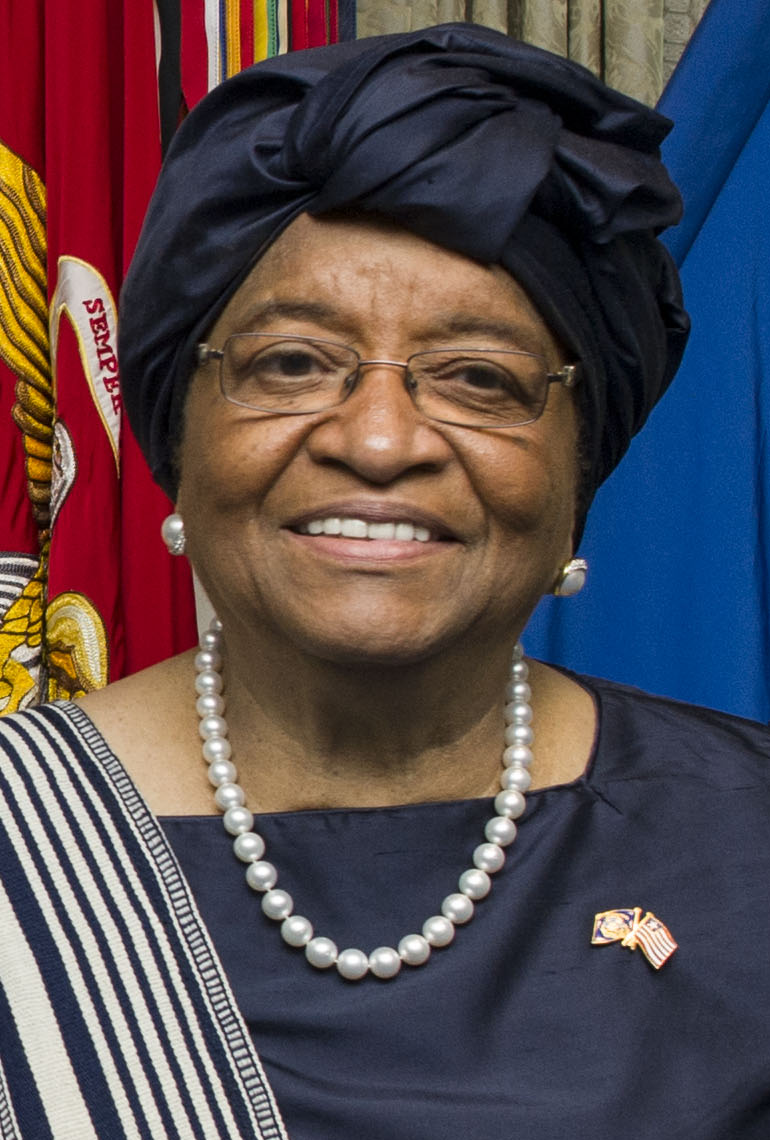
23 noiembrie: Ellen Johnson Sirleaf câștigă alegerile generale din Liberia, devenind prima femeie aleasă președinte într-un stat african.

- 9 noiembrie: Cel puțin 56 de persoane sunt ucise și alte 100 sunt rănite într-o serie de atentate cu sinucidere coordonate în Amman, Iordania.
- 11 noiembrie: În Kazahstan, Zamanbek Nurkadilov, fost primar al Almatî, ministru al guvernului și un adversar politic al lui Nursultan Nazarbayev, a fost găsit mort.
- 13 noiembrie: Andrew Stimpson, un bărbat britanic de 25 de ani, este raportat ca prima persoană care s-a dovedit a fi "vindecată" de HIV.
- 22 noiembrie: Angela Merkel își asumă funcția de prim-cancelar al Germaniei.
- 23 noiembrie: Ellen Johnson Sirleaf câștigă alegerile generale din Liberia, devenind prima femeie aleasă președinte într-un stat african.
- 28 noiembrie: Conferința Organizației Națiunilor Unite privind schimbările climatice se desfășoară la Montréal.
- 30 noiembrie: Chirurgi din Franța efectuează primul transplant de chip.

## Decese
- 1 noiembrie: Michael Piller, 57 ani, scenarist american și producător de televiziune (n. 1948)
- 4 noiembrie: Hiro Takahashi, 41 ani, cântăreț, compozitor și textier japonez (n. 1964)
- 5 noiembrie: John Fowles, 79 ani, scriitor britanic (n. 1926)
- 5 noiembrie: Link Wray (n. Frederick Lincoln Wray, jr.), 76 ani, chitarist american (n. 1929)
- 6 noiembrie: Petre Sălcudeanu, 75 ani, scriitor român (n. 1930)
- 10 noiembrie: John de Courcy Ling, 72 ani, politician britanic (n. 1933)
- 11 noiembrie: Peter Drucker, 95 ani, consultant de management de origine austro-americană (n. 1909)
- 11 noiembrie: Tudor Pană, 75 ani, dirijor și violonist român (n. 1930)
- 12 noiembrie: Ursula Bedners (n. Ursula Markus), 85 ani, scriitoare română de etnie germană (n. 1920)
- 12 noiembrie: Moise Vass, 85 ani, fotbalist român (n. 1920)
- 13 noiembrie: Eddie Guerrero (n. Eduardo Gory Guerrero), 38 ani, wrestler american (n. 1967)
- 14 noiembrie: Alexandru Marin (n. Alexandru Adalbert Marin), 60 ani, fizician american de origine română (n. 1945)
- 16 noiembrie: Henry Taube, 89 ani, chimist american laureat al Premiului Nobel (1983), (n. 1915)
- 17 noiembrie: Marek Perepeczko, 63 ani, actor polonez de teatru și film (n. 1942)
- 18 noiembrie: Laura Hidalgo, 78 ani, actriță română de etnie argentiniană (n. 1927)
- 18 noiembrie: Valeriu Popescu, 66 ani,  actor român de teatru, film și televiziune (n. 1938)
- 18 noiembrie: Harold Stone, 92 ani, actor american (n. 1913)
- 23 noiembrie: Cornel Brahaș (n. Ionel Vițu), 55 ani, deputat român (1992-1996), (n. 1950)
- 24 noiembrie: Cornel Brahaș, 55 ani, politician român (n. 1950)
- 24 noiembrie: Pat Morita (n. Noriyuki Morita), 73 ani, actor american de etnie japoneză (n. 1932)
- 25 noiembrie: George Best, 59 ani, fotbalist nord irlandez (n. 1946)
- 25 noiembrie: Elek Jakab, 32 ani, pictor român (n. 1973)
- 25 noiembrie: Elek Jakab, pictor român (n. 1973)
- 27 noiembrie: Jocelyn Brando, 86 ani, actriță americană (n. 1919)
- 27 noiembrie: Avram Goldstein-Goren, 100 ani, bancher român de etnie evreiască (n. 1905)
- 30 noiembrie: Jean Parker, 90 ani, actriță americană (n. 1915)